# Barrancas (ort i Argentina)
Barrancas är en ort i Argentina.   Den ligger i provinsen Neuquén, i den sydvästra delen av landet, 1 100 kilometer väster om huvudstaden Buenos Aires. Barrancas ligger 1 123 meter över havet och antalet invånare är 1 098.
Terrängen runt Barrancas är huvudsakligen kuperad, men åt nordost är den platt. Trakten runt Barrancas är nära nog obefolkad, med mindre än två invånare per kvadratkilometer.. Det finns inga andra samhällen i närheten.
Omgivningarna runt Barrancas är i huvudsak ett öppet busklandskap.